# ゴールドカントリー
ゴールドカントリー（英: Gold Country、またはマザーロード・カントリー、ロード（lode）は鉱脈を意味する）は、アメリカ合衆国カリフォルニア州の中央部から北東部に掛けての地域の呼称である。ここは1849年のカリフォルニア・ゴールドラッシュ時代に、フォーティナイナーズと呼ばれた移民の波を引き寄せた鉱物資源と金鉱脈があることでこの名前がつけられた。

## 地理
カリフォルニア州道49号線が南はマリポサ郡から北のシエラ郡までゴールドカントリーの中を貫いて建設された。この道路はフォーティナイナーズに因む命名である。
ゴールドカントリーにはカリフォルニア州の12の郡が含まれている。すなわちアマドール郡、ビュート郡、カラベラス郡、エルドラド郡、マリポサ郡、ネバダ郡、プレイサー郡、サクラメント郡、シエラ郡、トゥオルミ郡、プラマス郡およびユバ郡である。

## 地質
ゴールドカントリーはシエラネバダ山脈の西側斜面にあり、サクラメント・バレーまで降りてきている。最も古い地質はシエラネバダ山脈の峰峰に近い地域の最東部に沿って見出される。古代の海底と島で構成され、約2億7,500万年前の古生代後期に北アメリカの西端に付け加えられたものである。ゴールドカントリーの西側はかなり後の時代である約1億5,000万年まえの中生代中期から形成されており、大洋底から大陸の縁にあったとされる物質で作られている。花崗岩の大量の貫入によりそれら陸地の形成が促された。10マイル (16 km) もの表層物が過去7,000万年間にわたって侵食された後、これらの貫入がシエラネバダ山脈中の表面に現れた。5,000万年前からは川と火山が堆積物を積もらせ、シエラネバダ山脈の麓丘陵部の高い尾根部の上に見られる厚い層を形成した。

## 気候
ゴールドカントリーの大部分の気候はイタリアやスペインの気候に似ており、ワイン用ぶどうとぶどう園が地域内主要産品であり産業になっている。100か所以上のワイン醸造所が地域内にある。冬は冷涼で雨が多く平均して年間30インチ (750 mm) の降水がある。雪もたまに降って、特に東部のシエラネバダ山脈の斜面で高度の高い地域では降雪が多い。冬季の気温は 20°F (−7℃) 台後半から 50°F (10℃) 台半ばである。夏は乾燥して暑く、気温は 100°F (38℃) を超える所も多い。この地域の春と秋は大変短い。

## 主要都市と町
ゴールドカントリーの都市や町はゴールドラッシュ時代の鉱山町が多い。
| - エンジェルスキャンプ、カラベラス郡 - アーノルド、カラベラス郡 - オーバーン、プレイサー郡 - キャメロンパーク、エルドラド郡 - カミノ、エルドラド郡 - キャンプトンビル、ユバ郡 - コロマ、エルドラド郡 - コロンビア、トゥオルミ郡 - ダイアモンドスプリングス、エルドラド郡 - ダウニービル、シエラ郡 - エルドラド、エルドラド郡 - フォルサム、サクラメント郡 - フレンチコーラル、ネバダ郡 - ジョージタウン、エルドラド郡 - グラスバレー、ネバダ郡 - グローブランド・ビッグオークフラット、トゥオルミ郡 | - ジャクソン、アマドール郡 - ジェイムズタウン、トゥオルミ郡 - ロータス、エルドラド郡 - マリポサ、マリポサ郡 - マーフィーズ、カラベラス郡 - ネバダシティ、ネバダ郡 - ノースブルームフィールド、ネバダ郡 - オーロビル、ビュート郡 - プラサービル、エルドラド郡 - プレザントバレー、エルドラド郡 - ポロックパインズ、エルドラド郡 - ランチョコルドバ、サクラメント郡 - レスキュー、エルドラド郡 - シングルスプリングス、エルドラド郡 - ソノラ、トゥオルミ郡 - サッタークリーク、アマドール郡 |